# Aloe melanacantha
Aloe melanacantha ist eine Pflanzenart der Gattung der Aloen in der Unterfamilie der Affodillgewächse (Asphodeloideae). Das Artepitheton melanacantha leitet sich von den griechischen Worten melano für ‚schwarz‘ sowie acantha für ‚Stachel‘ ab und verweist auf die schwarzen Zähne am Blattrand.

## Beschreibung

### Vegetative Merkmale
Aloe melanacantha wächst stammbildend, einfach oder in der Regel in Gruppen. Der Stamm ist aufrecht und kurz oder wird mit der Zeit niederliegend und erreicht dann eine Länge von bis zu 50 Zentimeter und mehr. Er ist mit ausdauernden toten Blättern besetzt. Die deltoid-lanzettlichen Laubblätter bilden dichte Rosetten. Die trüb tiefgrüne bis bräunlich grüne Blattspreite ist bis zu 20 Zentimeter lang und 4 Zentimeter breit. Die Blattunterseite ist in der oberen Hälfte gekielt. Der Kiel ist mit etwa sechs schwarzen Stacheln von bis zu 10 Millimeter Länge besetzt. Die stechenden, schwarzen Zähne am Blattrand sind 10 Millimeter lang und stehen 10 bis 15 Millimeter voneinander entfernt.

### Blütenstände und Blüten
Der einfache Blütenstand, manchmal wird ein Zweig ausgebildet, erreicht eine Länge von bis zu 100 Zentimeter. Die dichten, zylindrisch verschmälerten Trauben sind 20 bis 25 Zentimeter lang und 8 Zentimeter breit. Die Brakteen weisen eine Länge von 25 Millimeter auf und sind 7 Millimeter breit. Die leuchtend scharlachroten Blüten werden gelblich und stehen an 15 Millimeter langen Blütenstielen. Die Blüten sind etwa 45 Millimeter lang und an ihrer Basis gerundet. Oberhalb des Fruchtknotens sind sie leicht erweitert und schließlich zur Mündung leicht verengt. Ihre äußeren Perigonblätter sind fast nicht miteinander verwachsen. Die Staubblätter und der Griffel ragen kaum aus der Blüte heraus.

### Genetik
Die Chromosomenzahl beträgt {\displaystyle 2n=14}.

## Systematik und Verbreitung
Aloe melanacantha ist in der südafrikanischen Provinz Nordkap auf sandigen, felsigen Hängen in Höhen von 50 bis 700 Metern verbreitet.
Die Erstbeschreibung durch Alwin Berger wurde 1905 veröffentlicht. Aloe melanacantha ist eng mit Aloe erinacea verwandt.

## Nachweise